# Đái Duy Ban
Đái Duy Ban (sinh ngày 22 tháng 9 năm 1937) là Giáo sư, Viện sĩ, Tiến sĩ khoa học, Bác sĩ, Nguyên giám đốc Trung tâm nghiên cứu Hóa Sinh ứng dụng Viện Khoa học Việt Nam và Chủ tịch Hội Hóa Sinh Y học Việt Nam. Ông giữ cương vị Ủy viên thường vụ Tổng Hội Y Học Việt Nam, Ủy viên Hội đồng Khoa học quốc tế trong Liên đoàn Hóa Sinh Lâm sàng Châu Á Thái Bình Dương, Ủy viên Hội đồng Khoa học ngành Công nghệ sinh học Việt Nam, Cố vấn khoa học Hệ thống Phòng khám VIPLAB Việt Nam, Hiệu trưởng trường Đại học Công nghệ Vạn Xuân, Viện trưởng Viện nghiên cứu đào tạo và chuyển giao công nghệ sinh học, người sáng lập Công ty Phòng khám Đại Gia đình DAIBIO.

## Tiểu sử
- GS.VS.TSKH Đái Duy Ban sinh tại Làng Đai, xã Quảng Hải, huyện Quảng Xương, tỉnh Thanh Hóa.
- 1960 - 1965: Sinh Viên tốt nghiệp loại giỏi Trường Đại học Y Hà Nội.
- 1965 - 1980: Cán bộ giảng dạy Bộ môn Hóa Sinh Trường Đại học Y Hà Nội.
- 1980: Ông bảo vệ xuất sắc luận án tiến sĩ và được đề nghị làm luận án tiến sĩ khoa học với đề tài về lĩnh vực "hóa sinh tế bào ung thư" taị Viện hàn lâm khoa học Ba Lan.
- 1981: Ông làm việc ở Viện Khoa học và Công nghệ Việt Nam và làm cán bộ giảng dạy trường Đại học Y Hà Nội.
- 1984 - 1989: Phó Giám đốc Trung tâm Sinh Lý – Hóa Sinh, Viện Khoa học và Công nghệ Việt Nam.
- 1989 - 1999: Giám đốc Trung tâm nghiên cứu Hóa sinh ứng dụng, Viện Khoa học và Công nghệ Việt Nam.[2]
- Ông được nhà nước Việt Nam phong thẳng học hàm Giáo sư năm 1991.
- 1999 - đến nay:
  - Hiệu trưởng trường Đại học Công nghệ Vạn Xuân.
  - Viện trưởng Viện nghiên cứu đào tạo và chuyển giao công nghệ sinh học.
  - Viện trưởng Viện Khoa học phát triển nhân lực kinh tế và văn hóa.
  - Chủ tịch Hội Hóa Sinh Y học Việt Nam.[3]
  - Ủy viên BCH Tổng Hội Y học Việt Nam.
  - Ủy viên Hội đồng Khoa học và Hóa Sinh châu Á Thái Bình Dương.[4]
  - Ủy viên Hội đồng Khoa học ngành Công nghệ sinh học.
  - Ủy viên Hội đồng Khoa học Quốc tế về Điều khiển sinh học (Biocy bernetics).
  - Tổng biên tập đặc san Hóa sinh Y học Việt Nam.
- 2005: Ông được nhận "Người của năm 2005, nhà trí thức lớn của thế kỷ 21" do Viện Tiểu sử Hoa Kỳ và Anh công nhận.
- 2009: Ông được phong Viện sĩ Viện Tiểu sử Hoa Kỳ (một tổ chức tư nhân chuyên xuất bản sách tham khảo về tiểu sử của những người trả tiền để được liệt kê vào danh mục.) Ông là một trong 10 nhà khoa học Việt Nam được bình chọn "Vinh danh Việt Nam".[5]

## Sự nghiệp
- Ông được biết đến là một nhà nghiên cứu hàng đầu trong ngành sinh học, các hoạt chất dược liệu, đông y truyền thống, một chuyên gia nghiên cứu sâu về ung thư.
- Ông đã nghiên cứu hơn 17 chế phẩm thuốc phục vụ cho sức khỏe người dân, cho ra mắt hơn 105 cuốn sách về y học và 305 công trình được dịch ra rất nhiều thứ tiếng trên toàn thế giới. Ông đã hướng dẫn và đào tạo rất nhiều Giáo sư Tiến sĩ đầu ngành cho Việt Nam.[6]
- Lần đầu tiên tại Việt Nam, GS. Đái Duy Ban cùng các nhà khoa học đã nghiên cứu phát hiện mới đông trùng hạ thảo là nấm Cordyceps sinensis của Việt Nam ở trên cả đầu và đuôi sâu nhộng xén tóc, loài sâu nhộng xén tóc có tên khoa học là Isaria Cerambycidae nguồn gốc hoàn toàn ở Việt Nam, xác định một số hoạt chất sinh học của đông trùng hạ thảo ngoài ra ông còn phát triển nhân nuôi thành công Đông trùng hạ thảo DAIBIO.[7] Ông đã viết nhiều sách về liên quan đến đông trùng hạ thảo để phổ biến kiến thức.[8]
- Trong những năm tháng học tập và nghiên cứu sinh ở Ba Lan, ông đã nghiên cứu sâu và tìm ra enzyme phosphatase kiềm trên niêm mạc ruột của động vật thực nghiệm. Từ đó mở ra cho ông hướng nghiên cứu một số enzim khác trong chu trình chuyển hóa gluxit để vẽ lại bức tranh chuyển hóa toàn diện khi thay đổi môi trường của con vật. Sau 3 năm, công trình của ông đã hoàn thành và được Hội đồng khoa học gồm những giáo sư uy tín của bạn đánh giá xuất sắc, đồng ý để ông chuyển tiếp làm ngay Luận án TSKH. Đây là một trường hợp hiếm hoi gần như chưa có tiền lệ đối với các nghiên cứu sinh người nước ngoài khi ấy bởi theo quy định của nước bạn, từ Doktor (tiến sĩ) chuyển tiếp lên làm Doktor Habill (tiến sĩ khoa học) thông thường phải làm trong vòng từ 10-15 năm.
- Tháng 8-1976, ông trở lại Ba Lan, cùng GS. Kaviac nghiên cứu về ung thư thực nghiệm - dòng tế bào lymphô ác tính trên chuột. Bắt đầu từ đây, ông đi sâu vào nghiên cứu lĩnh vực màng tế bào ung thư. Bốn năm trời miệt mài làm việc trong những phòng thí nghiệm, bạn thân thiết nhất của ông là những chiếc kính hiển vi điện tử và vô số hóa chất thí nghiệm. Ông đã công bố hàng chục bài báo với các kết quả nghiên cứu về màng tế bào ung thư bằng tiếng Anh trên các tạp chí khoa học chuyên ngành của Đức, Nhật, Ba Lan. Một dấu ấn đặc biệt là chính trong thời gian này, ông đã phát hiện ra phân tử Calmodulin chứa ion calci đọng lại trên màng tế bào ung thư L-1210. Khi công bố phát hiện này, ngay lập tức ông nhận được rất nhiều lời mời làm việc kèm theo mức thu nhập "trong mơ" từ các Viện nghiên cứu khoa học của nhiều nước. Bên cạnh đó, nhiều nhà khoa học ở khắp nơi trên thế giới cũng gửi thư chúc mừng và đề nghị được ông chia sẻ những thông tin về nghiên cứu trên. Giáo sư Phó viện trưởng Viện Nenxiki - Ba Lan đã đề nghị ông để cuốn luận văn dày hơn 200 trang viết bằng tiếng Anh của ông cho Viện lưu trữ.
- Đáng kể nhất trong sự nghiệp nghiên cứu của ông là việc cho ra đời chế phẩm Cadef. Đó là thành quả của gần 20 năm thử nghiệm trên hàng nghìn con chuột. Ông tâm sự: "Đi theo hướng các nước đang đi, suốt đời chúng ta chỉ theo sau. Nếu dùng hóa chất - tia xạ thì rất độc cho cơ thể, gây nhiều phản ứng phụ như rụng tóc, suy thận… và đặc biệt rất tốn tiền, mỗi lần điều trị hóa chất thường không dưới 20 triệu đồng. Đi theo hướng dược liệu, chúng ta sẽ tận dụng được kinh nghiệm của ông cha". Từ đó, ông đã chuyển hướng nghiên cứu phòng và chữa bệnh ung thư và các bệnh khác bằng các thảo dược trong nước.
- Tuy nhiên không dừng lại ở đó, với suy nghĩ đó chỉ là thuốc điều trị ung thư sau phẫu thuật, vẫn không giúp người bệnh khỏi hẳn bệnh, ông tiếp tục đi sâu vào nghiên cứu chế phẩm mới có tác dụng điều trị ung thư. Chế phẩm mang tên Etamin hay AK96 cũng chính là sexquiterpen lacton, một dung dịch tiêm trực tiếp vào khối u có tác dụng phá hủy tế bào ung thư và ngăn mạch máu nuôi u sau nhiều năm nghiên cứu đã được ra đời. Sau khi tiêm vào khối u ác tính trên cơ thể chuột từ 10 ngày đến 2 tuần, khối u đã biến mất. Xét nghiệm vi thể tế bào khối u đã trở về bình thường, không còn tế bào ung thư. Mới đây các nhà khoa học Anh đứng đầu là Gs Devinder cũng đã dùng chất đó để chữa 42 bệnh nhân ung thư kết trực tràng có kết quả và công bố trên tạp chí EbioMedicin tháng 11/2014, hay tháng 4/2015 các nhà khoa học Úc thuộc Viện Walter Eliza Hall đã công bố tìm ra thuốc chữa viêm gan B thành công bằng thuốc chống ung thư của Mỹ và thuốc antivirus-nucleosid Entercarvir, như vậy cũng giống như GS. Ban đã sử dụng Sexquiterpen lacton (SL) để chữa ung thư kèm với một chất antivirus – nucleosid - 2’-3’Deoxynucleosid có trong đông trùng hạ thảo. Qua đó một lần nữa chúng ta lại thấy sự kỳ diệu của Sexquiterpen lacton (SL) mà Gs Ban sử dụng trong điều trị ung thư, HIV và viêm gan B, C. và có thể nói rằng các công trình nghiên cứu này của ông là những công trình đã đi trước thời đại hàng chục năm mà bây giờ được thế giới nhắc tới.
- Không chỉ đem cả đời mình nghiên cứu để giành giật lại sự sống cho những bệnh nhân ung thư mà những người nghiện ma túy, HIV cũng làm ông vô cùng trăn trở. Suốt 10 năm, sau hàng nghìn lần thí nghiệm trên những con gà, ông và các cộng sự đã nghiên cứu ra hoạt chất Daisvan có vai trò nâng cao miễn dịch, thử nghiệm lâm sàng trên 109 bệnh nhân nhiễm HIV đã thu được những kết quả rất khả quan và chế phẩm Daisvan đã được nghiệm thu năm 2006. Tháng 08/2012 Ông cùng với những nhà nghiên cứu như: PGS TS. Nguyễn Văn Mùi, Đại tá - Ths. Trần Minh Đôn, Tiến sỹ Nguyễn Việt Phương (NCS cuối cùng trong cuộc đời khoa học ông được hướng dẫn chính), Ths. Đới Duy Cường (cháu của ông) đã bảo vệ thành công đề tài cấp nhà nước: "Nghiên cứu những thảo dược Việt Nam hỗ trợ điều trị bệnh nhân đái tháo đường type 2" với đề tài này ông kỳ vọng sẽ đem lại cuộc sống tốt hơn với bệnh nhân bị tiểu đường.
- Vừa qua vào tháng 8/2015 ông cùng với học trò xuất sắc của mình là Tiến sỹ Nguyễn Việt Phương - Viện trưởng Viện Nghiên cứu Y Sinh và Hoá sinh Ứng dụng Lưu trữ ngày 16 tháng 11 năm 2021 tại Wayback Machine đã bảo vệ thành công đề tài cấp nhà nước: "Nghiên cứu những thảo dược Việt Nam hỗ trợ điều trị bệnh nhân bị viêm gan B mạn". Công trình nghiên cứu này ông hy vọng sẽ mang lại cuộc sống tốt hơn cho người bị các bệnh lý về gan, hỗ trợ bình ổn chức năng gan, duy trì, phục hồi, bảo vệ tế bào gan, phòng chống nguy cơ sơ gan... Đề tài này đặc biệt ý nghĩa khi Việt Nam có tỉ lệ người nhiễm vius viêm gan thuộc hàng cao nhất trên thế giới, tỷ lệ uống rượu bia, đồ uống có cồn hàng đầu thế giới, thức ăn, đồ uống... có thể gây độc cho gan.
- Mặc dù là một nhà khoa học tự nhiên nhưng ông cũng có tâm hồn lãng mạn. Ông đã sáng tác được hàng nghìn bài thơ trong đó 3 tập thơ "Hoa ban", "Thời gian và ký ức", "Ý ngọc lời vàng" đã được xuất bản. Đồng thời rất nhiều bài thơ của ông đã được các nhạc sĩ phổ nhạc và được giới thiệu trong các tác phẩm mới trên Đài VTV. Mới đây ông còn giành được 2 huy chương vàng về hai kịch bản "Hà Nội những năm tháng không quên" và "Nhớ về Thăng Long xưa".

## Công trình nghiên cứu
Ông là nhà sinh học phân tử hàng đầu có nhiều công trình nghiên cứu về sinh học phân tử nhất Việt Nam với trên 350 công trình công bố trên các tạp chí khoa học trong nước và thế giới. Dưới đây là một số công trình tuyển chọn và trích dẫn để đời của ông:
1. Dai Duy Ban and A.Przelecka: (Công bố ở Ba Lan bằng tiếng Anh): The influence of starvation on Ribonucleic acid and Protein Synthesis in the Mid-gut Epithelium of Galleria mellonells larvac. Folia Histochemica et Cytochemica 11, 177-184, 1973.
2. Dai Duy Ban: (Công bố ở Ba Lan bằng tiếng Anh): Influence of starvation on Metabolic Activities of the Midgut Epithelium of Galleria mellonella Larvae. Folia Histochemica et Cytochemica 12, 145-156. 1974.
3. Dai Duy Ban: (Công bố ở Nhật bằng tiếng Anh): Cytochemical visualization of calcium binding to the plasma membrane of L 1210 lymphoid leukemic cells. Acta histochem 65, 160 – 167, 1979.
4. Dai Duy Ban and J.Kawiak: (Công bố ở Ba Lan tiếng Anh): Nucleotidase of L 1210 Cells. Cytochemical and Kinetic Studies, Folia Histochemica et Cytochemica, 29 – 36, 1979.
5. Dai Duy Ban: (Công bố ở Nhật bằng tiếng Anh): Adenosine Triphospha tases on Plasma. Membrane Surrounding Lipid Vacuoles in L 1210 lymphoid Leukemic Cells. Cell structure and Function 5, 211-215, 1980.
6. Dai Duy Ban and Aleksandra Przetecka: (Công bố ở Ba Lan bằng tiếng Anh): Surface Coat of Plasma Membrane of L 1210 lymphoid Leukemia Cells. A Cytochemical study, Folia Histochemica et cytochemica. 19, 3 – 10, 1981.
7. Dai Duy Ban and A.Przelecka (Công bố ở Việt Nam bằng tiếng Anh): The studies on the mitochondrial ultrastructure and some enzymes associated with it of L 1210 lymphoid leukemic cells. Revue Médicale 1987.
8. A. Przelecka and Dai Duy Ban: (Công bố ở Ba Lan bằng tiếng Anh): Visualization of Binding Sites of Calcium and its Analogue – Cadmium in Acanthamoeba Cells, Acta Protozoologica 27, 135-140, 1988.

## Gia đình
- Ông sinh vào những năm tháng mà cả xã nghèo, cả làng nghèo, cả đất nước đều nghèo và nhà ông cũng không thoát được ra khỏi cái quy luật khắc nghiệt của cuộc đời với ăn bữa sáng đã lo bữa trưa và bữa tối ấy. Bố mẹ ông là nông dân, mù chữ, cảnh đói ăn triền miên từ ngày này sang tháng khác trong nhà đã khiến họ phải đành đoạn gạt nước mắt mà đem một núm ruột của mình là anh trai ông "cho" làm con nuôi một người bà con khác để khỏi phải sợ con chết sớm. Đến bây giờ, dù đã có rất nhiều học hàm, học vị danh giá từ các cơ quan nghiên cứu uy tín trên thế giới công nhận, nhưng GS.TSKH Đái Duy Ban vẫn chân chất nhận mình là giáo sư... chân đất. Ông bảo ông được sinh ra từ gốc rạ, tuổi thơ của ông lớn lên cùng bàn chân đất lấm lem dọc ngang khắp các cánh đồng làng. Đói nghèo không thể dập tắt được ước mơ ham học của cậu bé Đái Duy Ban.
- Vợ ông là Tiến sĩ Lữ Thị Cẩm Vân cùng với các con là Đái Ngân Hà – Bác sĩ tu nghiệp ở Liên Xô - Tổng Giám đốc Tổng Công ty Ngân Hà, Nguyễn Lưu Thụy – Tiến sĩ Hóa học ở Ba Lan - Chủ tịch Hội đồng Quản trị Công ty Boot Square và Paula & Karen Corporation ở Ba Lan, Đái Thị Hằng Nga – Thạc sĩ Công nghệ Sinh Học - Bác sĩ Chuyên Khoa Tai Mũi Họng, Lê Băng Sơn – Post Doctor ở Mayo Clinic Institute Hoa Kỳ, Đái Thị Việt Lan – Thạc sĩ công nghệ sinh học và Tốt nghiệp chuyên ngành khoa học Y ở Đại học Sydney tại Australia, Lê Khánh Linh – Lương Y Hội Đông Y Hội Châm Cứu Việt Nam và Thạc sĩ đại học Tổng hợp Leipzig Germany.
- Đến nay, tuy đã ngoài 80 nhưng ông còn nhiều khát vọng cống hiến cho đời một số sản phẩm qua các kết quả nghiên cứu phát minh của mình.[12]